# Botswana Meat Commission FC
Botswana Meat Commission Football Club is een Botswaanse voetbalclub uit de stad Lobatse. Botswana Meat Commission FC speelt in de Mascom Premier League, de nationale voetbalcompetitie van Botswana. Ze spelen hun thuiswedstrijden in het Lobatse Stadium, dat plaats biedt aan zo'n 20.000 toeschouwers. De club werd opgericht in 1969.
Botswana Defence Force XI · 
Botswana Meat Commission · 
ECCO City Greens · 
Extension Gunners · 
FC Satmos · 
Gaborone United · 
Miscellaneous · 
Mochudi Centre Chiefs · 
Mogoditshane Fighters · 
Motlakase Power Dynamos · 
Nico United · 
Notwane FC · 
Police XI · 
TAFIC · 
Township Rollers · 
Uniao Flamengo Santos